# Stenosphecia columbica
Stenosphecia columbica is een vlinder uit de familie wespvlinders (Sesiidae), onderfamilie Sesiinae.
Stenosphecia columbica is voor het eerst wetenschappelijk beschreven door Le Cerf in 1917. De soort komt voor in het Neotropisch gebied.